# 動物森友會 城市大家庭
《動物森友會 城市大家庭》（又译作），遊戲由任天堂公司于2008年开发，并在Wii家用遊戲機发行。是《動物森友會》系列的第5部作品，也是第一款兼容Wii Speak配件的Wii遊戲。

## 遊戲玩法
《動物森友會 城市大家庭》大部分玩法類似與之前的動物森友會系列玩法。唯一不同的是本作的操作方法使用Wii遙控器指針和體感控制（包括Nunchuk）玩家的行动，如：控制處理工具、噴壺、彈弓、釣魚竿和捕虫网。 
玩家和動物村民參與各種興趣愛好，比如：釣魚、捉蟲、化石發掘和園藝。在活動中獲得捕獲蟲子，魚、化石，出售或捐贈給博物館。同時，玩家可以在村莊裡種植樹木和花卉。除外，玩家可以參加偶爾舉行的捕蟲比賽或釣魚比賽。
在遊戲中，玩家可以使用名为“鈴錢”（Bells）的貨幣与商铺老板或村民进行交易，或者出售物品來獲得货币。玩家也可以前往銀行將自己的货币存储至自己的银行帳戶中。

### 村民
城鎮最初只有六個動物居民，随着游戏的后续发展，村民会陆续搬迁进村子（最高10個）。

### 房屋
玩家在遊戲中居住的房屋是由狸克提供。玩家不一定要一次性付清房屋货款，也可以去自动付款機器分期付清這些債務。每當一個貨款支付完成後，玩家可以繼續狸克提出房屋擴建請求，以擴大房屋的面積。
遊戲中的歡樂之家協會（HRA）會在每日早晨時間檢查玩家的房屋，並根據房屋裡的裝飾、家具的擺放位置和風水來評價房間。評分較高的房屋會獲得該協會的獎勵。

### 城市
玩家可以乘坐Kapp'n公共汽車前往城市。在城市中玩家可以購買衣服、設計髮型、觀看劇院，競拍家具等活動。

### 活動
与先前的动物森友会系列一样，本作也包括世界各大节日。在节日来临时期，村子会举办大型的庆祝活动。 因该游戏与任天堂Wii系统的内部时钟实时进行，一些家具、野生植物、天气也受时间影响。

## 評價與銷量
| 汇总媒体   | 得分                |
| ---------- | ------------------- |
| Metacritic | 73/100 (50 reviews) |

| 媒体         | 得分    |
| ------------ | ------- |
| 1UP.com      | C       |
| GameTrailers | 7.2/10  |
| IGN          | 7.5/10  |
| 任天堂力量   | 8/10    |
| X-Play       | 4/5颗星 |
| Fami通       | 33/40   |

2008年，任天堂公司在E3遊戲展會上正式宣布《動物森友會 城市大家庭》發布計劃。
該遊戲是Wii上最暢銷的遊戲之一，全球銷量達到了338萬份。

## 外部連結
- 官方網站（北美） （页面存档备份，存于）
- 官方網站（英國）(GB)
- 官方網站（日本） （页面存档备份，存于）
- 任天堂網路上的動物森友會 城市大家庭 （页面存档备份，存于）